# Малиновка (Агаповский район)
Малиновка — посёлок в Агаповском районе Челябинской области России. Входит в состав Первомайского сельского поселения.

## География
Посёлок находится на юго-западе Челябинской области, в степной зоне, к северу от реки Гумбейка, на расстоянии примерно 7 километров (по прямой) к востоку от села Агаповка, административного центра района. Абсолютная высота — 337 метров над уровнем моря.

## История
Посёлок был основан в 1929 году при откормочном совхозе управления рабочего снабжения Магнитогорского металлургического комбината.
Решением Агаповского райисполкома № 68 от 10 апреля 1962 года населённому пункту Кормосовхоз было присвоено название — посёлок Малиновка.

## Население
| 1970 | 1995 | 2002 | 2010 |
| ---- | ---- | ---- | ---- |
| 347  | ↗442 | ↘439 | ↗450 |

Гендерный состав
По данным Всероссийской переписи населения 2010 года в гендерной структуре населения мужчины составляли 46,7 %, женщины — соответственно 53,3 %.
Национальный состав
Согласно результатам переписи 2002 года, в национальной структуре населения русские составляли 67 %.

## Инфраструктура
В посёлке функционирует детский сад.

## Улицы
Уличная сеть посёлка состоит из восьми улиц.